# Warton, Lancaster
Warton är en by och en civil parish i Lancaster i Storbritannien. Den ligger i grevskapet Lancashire och riksdelen England, i den centrala delen av landet, 300 km nordväst om huvudstaden London. Orten har 2 360 invånare (2011). Byn nämndes i Domedagsboken (Domesday Book) år 1086, och kallades då Wartun.